# Az arab–normann Palermo, valamint Cefalù és Monreale székesegyházai
1135-ben a normann Szicíliai Királyság nagyon különböző geokulturális területeket fogott össze. Hozzátartozott a latin kultúrájú Campania, a bizánci kultúrájú Észak-Apulia, Szicília, valamint az iszlám kultúrájú Észak-Afrika. Az együtt élő keresztény, ortodox, muszlim és zsidó közösségek Szicílián egy szinkretikus, multikulturális közösséget képeztek. II. Roger, aki arabul, görögül és franciául beszélt, szokatlanul finom toleranciával kezelte sokféle alattvalóját.
A szigeten a normann korból fennmaradt 22 építészeti emlék közül kilenc érdemelte ki, hogy a világörökség része legyen. A világörökségi listára Szicília északi partján felkerült palermói, monrealei és cefalùi épületek bemutatják a 12. századi normann Szicíliai Királyság multikulturális nyugati–iszlám–bizánci szinkretizmusát.

## Normann palota
A Normann palota Palermo óvárosának legmagasabb pontján áll. A palota máig, 900 éven keresztül folyamatosan megszakítás nélkül Szicília kormányzati központja. Ennek megfelelően a középkortól napjainkig számtalan átépítésen ment keresztül, de a normann–román építészeti emlékek, mint a Pisan-torony vagy a Roger-terem (Sala di Ruggero) kiválóan megőrizték iszlám, bizánci stílusjegyeiket.

## Palatinus-kápolna
A királyi palota központjában a különlegesen szép bizánci mozaikokkal, márvány betétekkel és iszlám stílusú mennyezetfestéssel bőségesen díszített Palatinus-kápolna az arab–normann építészet kiemelkedő alkotása.

## Zisa-palota
A középkori Palermóban egy iszlám hagyományok alapján kialakított „paradicsomkertben” (Jannat al-ard, „paradise on earth”) áll a Zisa-palota. Az iszlám kertépítészeti stílusnak egyik legjelentősebb emléke Európában. A palota a 20. századi beavatkozások ellenére az arab–normann paloták legfontosabb és legreprezentatívabb képviselője. A földszinti szökőkutas termet világi mozaikok és cseppkövekre emlékeztető muqarnas díszíti.

## Palermói székesegyház
A palermói székesegyházat meglévő mecset átépítésével alakították ki a 12. században. A hatalmas épületet évszázadok alatt többször jelentősen átépítették. Az épületben arab, normann, bizánci, román, gótikus, reneszánsz és barokk építészeti stílusjegyek keverednek. Az 1465-ben épült monumentális déli oszlopcsarnok a katalán gótika jeles alkotása. Az épületet a város szinte minden részéből jól látható, kimagasló kupolával 1785-ben bővítették. A templom latin kereszt formájú belső tere három hajóra osztott. Az eredeti normann belsőtérben nem voltak mozaikok vagy falfestmények. A templomban látható szicíliai királysírokat a 18. században helyezték itt el.

## Cefalùi székesegyház
Történészek szerint a cefalùi katedrális a szicíliai normann királyok dinasztikus mauzóleumának épült. A várszerű ikertornyos épületet a kontinensről hozott építészek clunyi román stílusban építették. A latin kereszt alaprajzú épület fő apszisában található különleges mozaik Konstantinápolyból hozott bizánci művészek alkotásai. A román stílushatás jól követhető a templom és a hozzá kapcsolódó kolostor szobrászati munkáiban, de a dekoratív elemek arab–normann stílusban dolgozó helybéli munkások munkái.

## Monrealei székesegyház
A monrealei székesegyház a 12. század második felében virágzó normann–iszlám–bizánci szinkretizmusnak a legteljesebb alkotása. A 110 méter hosszú és 40 méter széles épület egy széles főhajóra és 18 monumentális oszloppal két keskenyebb mellékhajóra osztott. Az aranyozott hátterű hatalmas felületű bibliai jeleneteket ábrázoló tesserae mozaikok a szicíliai–bizánci stílus különleges alkotásai. A mozaikok mellett figyelmet érdemelnek a boltíveket összekapcsoló intarziák, szobrászati kiegészítők, a pisai Bonanno-műhely által készített bronz kapuk. A kolostor kerengőjét 228 gazdagon faragott mozaik berakásos oszloppár alkotja.

## Remete Szent János temploma
A Remete Szent János temploma egykor egy kolostor része, ma múzeum. Az épület dísztelen kocka alakú épületelemek kompakt sorozata ezeket 5 pirosra festett kupola koronázza. A 19. században helyreállított épület nagyrészt dísztelen többszörös bolthajtások által meghatározott belsőtérben látható, kőfaragásai kiemelik az épület megkülönböztetett, szimbolikus jelentőségét. A templomhoz tartozik egy kicsi, páros oszlopokkal körbefogott kerengő.

## Martorana
A Martorana vagy másképpen a Santa Maria dell’Ammiraglio egy görög kereszt alaprajzú kupolás templom. Az eredeti templomot később kiegészítették egy harangtoronnyal és egy Antiokheiai György admirális sírjának helyet adó narthexszel. (Innen az elnevezés deii'Ammiraglio – admirális Szent Mária-templom). A templom árkádjai a barokk korban épültek. A belsőtér gazdagon díszített mozaikjának központi alakja a „Pantokrátor Krisztus” a bizánci művészet komnénoszi periódusának legnevezetesebb alkotása. A jó állapotban fennmaradt márványpadló szintén bizánci hatásokat mutat, míg a díszítő motívumok iszlám hatásról tanúskodnak.

## Szent Cataldo-templom
A Szent Cataldo-templom ma múzeum. Egy kicsi kocka formájú puritán épület minden homlokzatán három-három nagyon vékony bolthajtásba foglalt magas ablakkal, a főhajó felett három félgömb alakú piros kupolával és a két oldalhajó felett, amelyeket 4-4 oszlop tart, keresztboltozattal. A bolthajtások és kupolák kidolgozottsága bizánci stílusú építészeket feltételez. Az iszlám mesterek készítette padló a bizánci tradíciók újraértelmezését mutatja.

## Admirális híd
Az 1125–1135 között épült Admirális híd a posztromán építészet egyik legrégebbi európai emléke, a normann építőmérnökök mediterrán térségben végzett munkájának bizonyítéka. A terméskőből épített híd eredetileg az Oreto folyót ívelte át két felhajtóval és 7 boltívvel. A boltíveket tartó pilonok mindegyikében árvíz esetén 5 kisebb, lándzsa alakú csúcsíves áteresz csökkenti a pilonokra ható víznyomást. Az építési technológia és morfológia a Magreb területekre jellemző.